# Leucó (poeta)
Leucó (Leucon, Λεύκων) fill d'Hagnó, fou un poeta còmic atenenc de la vella comèdia contemporani i rival d'Aristòfanes. El 422 aC va presentar a concurs Πρέσβεις que es va enfrontar a una obra d'Aristòfanes; al següent any va competir amb el mateix autor (que presentava l'obra "Pau", i amb Euòlis (que presentava l'obra κόλακες amb la seva obra Φράτερες; les dues vegades va obtenir el tercer premi. A Suides s'esmenta també l'obra Ὂνος ἀσκοφόρος.